# Libertas France
Libertas France is de naam van de Franse tak van de Europese Libertas Party van Declan Ganley. Onder de naam Libertas deed de partij in 2009 mee aan de verkiezingen voor het Europees Parlement.
Libertas France is geen formele politieke partij. Het is een samenwerking tussen een tweetal bewegingen: de Mouvement Pour la France (MPF) van Philippe de Villiers en Chasse, Pêche, Nature et traditions (CPNT).
In een gezamenlijke persconferentie kondigden Ganley en de MPF en CPNT dat hun kandidaten onder de lijst van Libertas zouden meedoen met de Europese verkiezingen. In Frankrijk was Jérôme Rivière de campagneleider bij de verkiezingen.
Inhoudelijk voerde Libertas France een rechts conservatieve koers. Hun belangrijkste onderwerpen voor de verkiezingen waren: tegen het Verdrag van Lissabon, voor het Fort Europa en tegen het toetreden van Turkije tot de Europese Unie.
Vooral binnen de MPF ontstond onrust over de aansluiting bij Libertas. Tweeëndertig voorzitters van afdelingen van de MPF dienden een motie van afkeuring in tegen Philippe de Villiers.
Libertas deed in diverse Europese landen mee aan de verkiezingen en had in totaal 600 kandidaten. Maar alleen de vertegenwoordiger van Frankrijk, Philippe de Villiers, werd gekozen.